# Junta Nacional de Governo (Peru)
A Junta Nacional de Governo (em castelhano:  Junta Nacional de Gobierno), presidida por David Samanez Ocampo y Sobrino, governou o Peru de 11 de março a 8 de dezembro de 1931. Sua principal tarefa era convocar eleições gerais para Presidente da República e para o Congresso Constituinte, realizadas em 11 de outubro de 1931 e cujo vencedor foi Luis Sánchez Cerro.

## Antecedentes
Após a queda do Oncenio ou segundo governo de Augusto B. Leguía (1930), o Peru mergulhou em um período de anarquia política. Ao longo de sete meses, cinco presidentes se sucederam. O comandante Luis Sánchez Cerro iniciou a série, que depois de pronunciar-se em Arequipa assumiu o comando de uma Junta Militar que governou o país de 27 de agosto de 1930 a 1 de março de 1931. Quando a opinião pública voltou-se contra si, Sánchez Cerro foi obrigado a renunciar. Temporariamente, o chefe da Igreja Católica peruana, Monsenhor Mariano Holguín, assumiu o poder como presidente de uma Junta de Notáveis. Isso deu lugar imediatamente a uma Junta Transitória presidida pelo presidente da Corte Suprema de Justiça, Ricardo Leoncio Elías, que durou poucos dias no poder, sendo suplantada pelo tenente-coronel Gustavo Jiménez. No entanto, essas juntas não contavam com o apoio popular.

## Formação da Junta Nacional
Em Arequipa, onde começou a insurreição contra o regime de Sánchez Cerro, David Samanez Ocampo foi proclamado presidente da Junta Civil do Sul em 24 de fevereiro de 1931. Gustavo Jiménez, na qualidade de presidente da junta instalada em Lima, contatou os rebeldes de Arequipa para tratar da formação de uma Junta Nacional de Governo, de caráter transitório, que deveria ser integrada por representantes do norte, centro, sul e leste da República, com a missão de convocar eleições gerais para Presidente da República e Congresso Constituinte.
David Sámanez Ocampo (1866-1947), empresário agrícola natural de Apurímac, era uma figura política conhecida: foi montonero no final do século XIX e responsável por uma revolução fracassada contra o primeiro governo de Leguía (1909 ). Em seguida, foi eleito senador por Apurímac. Durante o Oncenio tornou-se um dos principais opositores da reeleição de Leguía, razão pela qual foi preso e confinado na ilha de San Lorenzo, para depois ser exilado, em 1923. Após a queda de Leguía regressou ao Peru e tornou-se envolvido na política novamente.
Samanez viajou a Lima para ocupar a presidência da Junta Nacional de Governo composta por representantes de todas as regiões do Peru. A respectiva tomada de posse foi realizada em 11 de março de 1931. Apesar de sua alta dignidade, Samanez nunca quis usar a faixa bicolor, argumentando que era apenas presidente de uma junta governativa, mas não presidente constitucional.
A junta foi composta pelos seguintes Ministros de Estado:
- Rafael Larco Herrera (Relações Exteriores).
- Francisco Tamayo Pacheco (Governo)
- Comandante Gustavo Jiménez (Guerra).
- Capitão de Fragata Federico Díaz Dulanto (Marinha e Aviação).
- José Gálvez Barrenechea (Justiça e Instrução)
- Manuel A. Vinelli (Fazenda).
- Ulises Reátegui Morey (Desenvolvimento).

Em abril, Vinelli pediu licença médica e em junho Larco renunciou. A Junta se recompôs assim: Gálvez foi para Relações Exteriores; Emilio Gómez de la Torre foi nomeado para a Fazenda; e Guillermo Garrido Lecca, para Justiça e Instrução.